# Koniowo
Koniowo – wieś w Polsce położona w województwie dolnośląskim, w powiecie trzebnickim, w gminie Trzebnica.

## Podział administracyjny
| SIMC    | Nazwa     | Rodzaj    |
| ------- | --------- | --------- |
| 0881510 | Koniówko  | część wsi |
| 0881526 | Przeborów | część wsi |

W latach 1975–1998 miejscowość administracyjnie należała do województwa wrocławskiego.

## Zabytki
Do wojewódzkiego rejestru zabytków wpisane są:
- kościół filialny pw. Najświętszej Marii Panny Królowej Polski, z XVIII-XX w.
- cmentarz przykościelny